# ألب أصلان كايا
ألب أصلان كايا (بالإنجليزية: Alpaslan Kaya)‏ (7 أبريل-1975)، رجل أعمال تركي، القنصل الفخري للمجر،
درس في فلوريدا وتخرج من جامعة ميتروبوليتيان في فلوريدا. بعد أن أكمل دراسته الإعدادية في الولايات المتحدة الأمريكية، فقد تولى منصب رئاسة وعضوية مجلس الإدارة في الشركات العائلية المختلفة المتواجدة في هيكلية كوتش كايا هولدينغ. قام بتأسيس الشركات العائدة إليه في أمريكا والمجر، وكان لديه استثمارات أجنبية في قطاعات متعددة. منذ عام 2010 مستمر في وظيفته بصفته رئيس مجلس إدارة كالي غلوبال هولدينغ.
ألب أصلان كايا متزوج من إيبرو كايا، ولديه منها ابنتان اسمهما مروة ومينا.
بعد أن أصبح ألب أصلان كايا القنصل الفخري للمجر  في عام 2013 فقد تولى وظيفة رئيس غرفة التجارة والصناعة التركية – المجرية . ولقد تواجد في تنظيمات مختلفة مثل كتابة كتاب فيما يخص الملك المجري توكيلي إيمري، وافتتاح باب سيكيل وهيكل طير توغرول في قوجا إيلي، وعروض مجتمع الرقص الوطني المجري في جبزة. 
لقد تم رؤية ألب أصلان كايا لائقاً لوسام الاستحقاق الذي يتم إعطائها للأشخاص الذين يوفرون الفائدة بدرجات عالية من خلال تقديم الخدمات في المجالات التعليمية والثقافية والتجارية في دولة المجر.

## العضويات
- عضو مؤسسة العلاقات الاقتصادية الخارجية التركية (DEİK).
- نائب رئيس هيئة العمل السويسرية التركية.
- عضو لجنة العمل الفرنسية والتركية والبلجيكية.
- عضو غرفة صناعة إسطنبول.
- عضو غرفة تجارة إسطنبول.
- عضو مؤتمر نادي فنر بخجة الرياضي.
- لا يزال مستمرا في وظيفة رئاسة مجلس الثقافة والتعاون المجرية.